# Roth (Schalkau)
Roth ist ein Ortsteil von Schalkau im Landkreis Sonneberg in Thüringen.

## Lage
Roth liegt südöstlich von Schalkau an der Kreisstraße 17 auf einem Höhenzug am Rande des Waldgebietes Müß. Der Nebenweiler Oberroth liegt in etwa 500 Meter Entfernung. Aufgrund der vorwiegend sandigen Böden gedeihen Spargel und Erdbeeren hervorragend. Letztere wurden zu DDR-Zeiten auf bis zu 10 Hektar angebaut. Bis 1989 befand sich Roth in der 5 Kilometer breiten Sperrzone entlang der innerdeutschen Grenze.
Östlich von Roth verläuft die Schnellfahrstrecke Nürnberg–Erfurt.

## Geschichte
1141 wurde der Weiler bereits erstmals urkundlich genannt. Der benachbarte Weiler Oberroth bestand wohl schon vorher unter dem Namen Foßloch (Fuchsloch) und wurde 1922 in den Ort Roth eingegliedert. Interessanterweise gehörte Roth Zeit seines Bestehens zum Kirchspiel Weißenbrunn vorm Wald, während Oberroth nach Schalkau eingepfarrt war. Von 1923 bis 1932 war Roth mit Almerswind und Selsendorf zur Gemeinde Roth-Almerswind zusammengeschlossen. Am 1. Januar 1992 wurde Roth nach Schalkau eingemeindet.
83 Einwohner leben 2012 im Ortsteil.

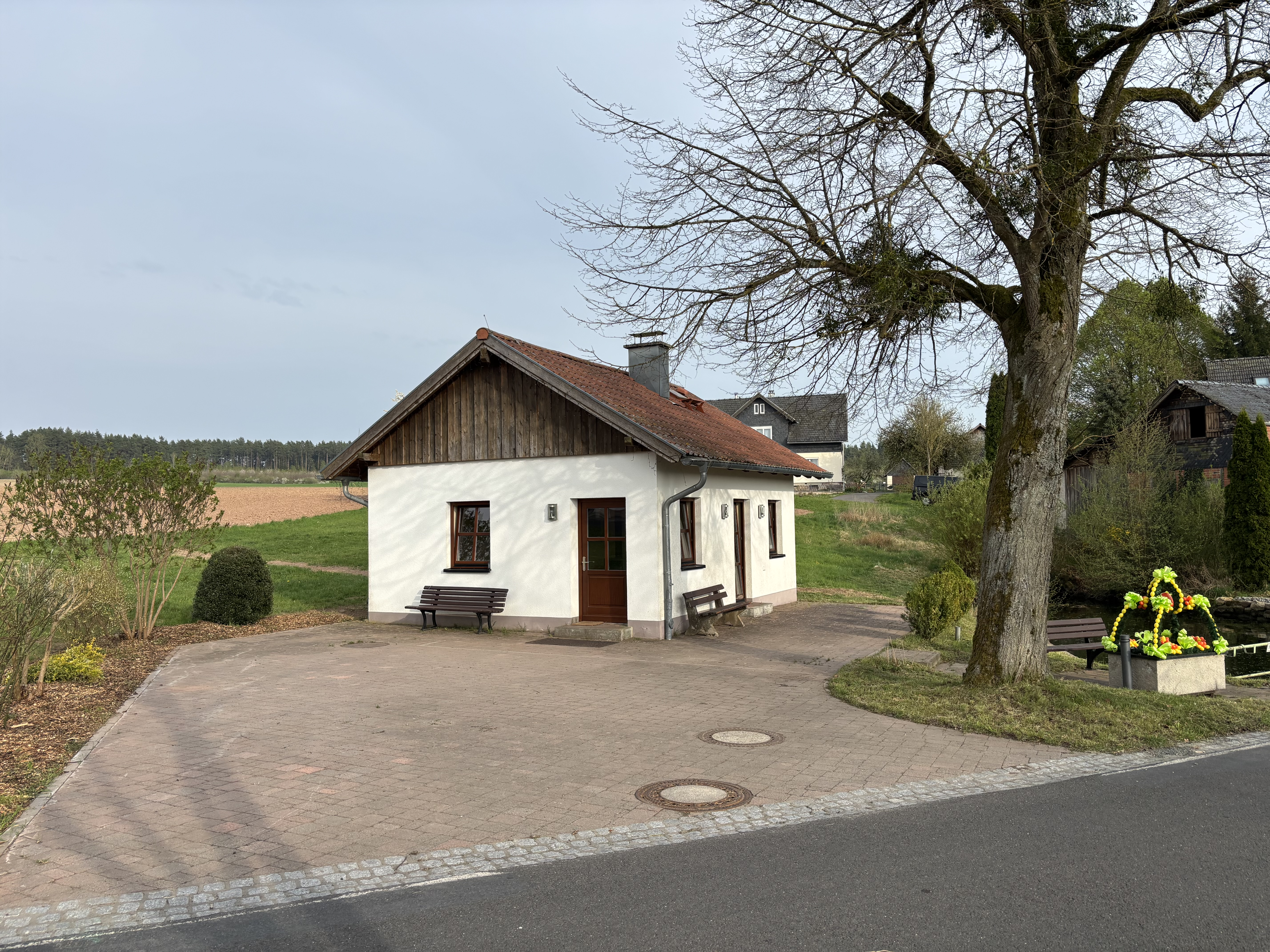
Dorfgemeinschaftshaus

## Dialekt
In Roth wird Itzgründisch, ein mainfränkischer Dialekt, gesprochen.